# Літератор
Літера́тор — загальна назва професійних літературних діячів: письменників, літературних критиків, літературознавців, викладачів літератури.
Термін поширився в Європі з 18 століття. Він пов'язаний із розвитком видавництва книг і періодичних видань. Спершу означав авторів, які друкувалися переважно за сприяння меценатів.